# Вістенгаузен Карл Олександрович
Вістенгаузен Карл Олександрович (-) німецький колоніст, великий землевласник Бахмутського повіту.
У 1899 році Карл згадується як співвласник маєтку при хуторі Карфаген на річці Плотва в Бахмутському повіті. На початку 1900 років Карла прийняв на роботу Петро Янченко керуючим маєтком в селі Добропілля. Після смерті Петра Янченко Карл став опікуном його малолітніх спадкоємиць.
У 1900 році Карл став господарем шахти в селі Добропілля.

У 1901 році Карл став власником маєтку в селі Добропілля. Карл робив усе можливе щоб маєток в Добропіллі процвітав, він робив спробу провести до села залізницю щоб через неї збувати вирощену продукцію. 21 вересня 1901 він брав участь в зборах землевласників навколишніх сіл в маєтку Є. І. Кудашевої в селі Завидово Кудашеве, на якому було написано клопотання про зміну напрямку будівництва залізниці Гришине Лозова. Коли клопотання було складено Вістгаузену було доручено підтримати його в повітовому земському зібранні і в установах Санкт Петербурга. Незважаючи на всі спроби залізнична станція поблизу села була побудована тільки 1915 році. У селі Карл побудував цегельний завод, цеглу з якого використовувалися в окерсних селах.
У 1909 році Карл взяв участь у експерименті, організованим земством. Експеримент полягав у використанні суперфосфатів для порівняння врожайності там де вони не використовувалися і там де їх застосовували. У 1910 і 1913 Карл Олександрович був задіяний в організації сільськогосподарських виставок в Катеринославській губернії. У 1910 році під час проведення Південноросійської обласної сільськогосподарської промислової виставки в Катеринославі він був членом ревізійної комісії. У 1913 році під час губернської виставки аукціону він був членом виставкової комісії.
У 1915 році Вістгаузен значився гласним від першого округу Бахмутського повітового земського зібрання.
У 1916 році з ініціативи Карла в селі Добропілля почалося будівництво шахти. Але добувати вугілля в промислових масштабах не вийшло над вугільними пластами був сильний водотік. Другою причиною нерентабельності була дорожнеча доставки до найближчої станції .
Вістгаузен був власником села Добропілля до 1917 року подальша його доля невідома.